# Cécile Kyenge
Kashetu Kyenge, também conhecida como Cécile (Kambove, Catanga, 28 de Agosto de 1964), é uma médica e política italiana nascida na República Democrática do Congo. Foi a primeira mulher negra a chefiar um ministério na Itália, ocupando o cargo de ministra da Integração do gabinete do primeiro-ministro Enrico Letta.
Hoje é deputada no Parlamento Europeu.
A sua tomada de posse foi objecto de numerosos comentários racistas, xenófobos ou sexistas em sítios Web de extrema-direita, com Mario Borghezio, deputado europeu da Liga do Norte, acusando-o de tentar impor "tradições tribais" em Itália e afirmando que os africanos não tinham "produzido grandes genes".
Roberto Calderoli, vice-presidente do Senado italiano e membro da Liga Norte, foi condenado em Janeiro de 2019 por insultar racialmente Cécile Kyenge. Ele tinha de facto afirmado que ela parecia uma orangotango.